# ロバート・グラブス
ロバート・ハワード・グラブス（Robert Howard Grubbs, 1942年2月27日 - 2021年12月19日）は、アメリカ合衆国の化学者。
2005年にオレフィンメタセシスの研究業績によりイヴ・ショーヴァン、リチャード・シュロックとともにノーベル化学賞を受賞した。

## 経歴
ケンタッキー州マーシャル郡のカルヴァート・シティに生まれる。1963年にゲインズビルのフロリダ大学を卒業し、1968年にニューヨークのコロンビア大学のロナルド・ブレスローの元で博士号を得た。スタンフォード大学のジェームス・コールマンの下で1年働いた後、ミシガン州立大学に移った。1978年にカリフォルニア工科大学に移籍し化学科の教授を務めた。
主に有機金属触媒を研究対象としており、オレフィンメタセシスに用いられるグラブス触媒の開発が業績として著名である。他にもリビング重合の研究でも業績をあげている。

## グラブス触媒
1993年にグラブスは、ルテニウムをベースとした新しいオレフィンメタセシス反応のための触媒を開発に成功した。このグラブス触媒は水や酸素に安定で非常に扱いやすく、これまでの有機金属反応の常識を大きく塗り替えるものだった。グラブス触媒はその後さらに改善され、市販されている。グラブス触媒の特性は、ケトン、アルコール、エステル、アミドなど反応を起こしやすい原子団とは全く反応せずに、最も反応しにくいとされる二重結合のみと選択的に反応する点である。

## 主な受賞歴
- 1995年：ACS高分子化学賞
- 1997年：名古屋メダル（MSD生命科学財団）[2]
- 2000年：ベンジャミン・フランクリン・メダル
- 2001年：プレローグ・メダル
- 2002年：アーサー・C・コープ賞
- 2003年：テトラヘドロン賞
- 2003年：ライナス・ポーリング賞
- 2003年〜2005年：トムソン・ロイター引用栄誉賞
- 2004年：センテナリー賞
- 2005年：パウル・カラー・ゴールドメダル
- 2005年：アウグスト・ヴィルヘルム・フォン・ホフマン・メダル
- 2005年：ノーベル化学賞
- 2011年：ロジャー・アダムス賞
- 2010年：アメリカ化学者協会ゴールドメダル
- 2017年：レムセン賞

## 科学アカデミー会員
- 1989年：アメリカ科学アカデミー会員
- 1994年：アメリカ芸術科学アカデミーフェロー
- 2017年：王立協会外国人会員